# Aneuraceae
Aneuraceae, porodica jetrenjarki u redu Metzgeriales. Rod  Afroriccardia opisan je 2017., a u njega je uključena vrsta Afroriccardia comosa, koja je prvi puta opisana 1890. pod imenom Aneura comosa.

## Rodovi
1. Acrostolia Dumort.
2. Afroriccardia Reeb & Gradst.
3. Aneura Dumort.
4. Cryptothallus Malmb.
5. Lobatiriccardia (Mizut. & S. Hatt.) Furuki
6. Pseudoneura Gottsche
7. Riccardia Gray
8. Riccardiopsis X.W. Wu & B.X. Li
9. Riccardiothallus C.Q. Guo, D. Edwards, P.C. Wu, Duckett, Hueber & C.S. Li
10. Sarcomitrium Corda
11. Spinella Schiffn.
12. Trichostylium Corda
13. Verdoornia R.M. Schust.